# Stephen Langton
Stephen Langton, también citado en español como Esteban Langton (c. 1150 - 9 de julio de 1228), fue un teólogo y cardenal católico. Entre 1207 y 1228 fue arzobispo de Canterbury. Estudió y enseñó Teología en París.
Fue nombrado arzobispo de Canterbury por el papa Inocencio III. Sin embargo, el rey Juan Sin Tierra de Inglaterra no aceptó el nombramiento, por lo que tuvo que pasar seis años en el exilio en Francia. Allí compuso el texto Veni, Sancte Spiritus, que más adelante se convertiría en la secuencia de Pentecostés. A su vuelta del exilio y ante las arbitrariedades del rey, reunió en junio de 1215 a los nobles en Runnymede para debatir la situación. Se redactó allí un documento que regulaba los derechos básicos sobre los impuestos, el proceso debido para los acusados de crímenes y la protección legal para la Iglesia. El documento se conoce como la Magna Carta. 
Stephen Langton introdujo la división de la Biblia en capítulos, tal como la conocemos hoy. La subdivisión en versículos fue introducida en el siglo XVI, mediante el trabajo de Sanctes Pagnino y de Robert Estienne. Sus restos se encuentran en la Catedral de Canterbury.